# Grotte di Stiffe
Le grotte di Stiffe sono un complesso di grotte carsiche situate nei pressi di Stiffe, nel territorio del comune di San Demetrio ne' Vestini (AQ), in Abruzzo, ricomprese all'interno del parco naturale regionale Sirente-Velino. Testimonianza di una risorgenza attiva unica in Italia, rese accessibili al pubblico dal 1991, costituiscono oggi uno dei principali siti naturalistici dell'aquilano, facendo registrare annualmente oltre 40 000 presenze.

## Storia
Le grotte di Stiffe rappresentano uno dei fenomeni carsici più conosciuti dell'Italia centrale. Il complesso venne utilizzato sin dall'età del bronzo anche se al suo interno sono stati rinvenuti resti archeoleogici risalenti a Neolitico ed Eneolitico. La presenza di un corso d'acqua sotterraneo che ha dato origine al complesso ha portato, nel 1907 e per iniziativa del marchese Alfonso Cappelli, alla realizzazione di una centrale idroelettrica di cui sono visibili ancora oggi alcuni resti nei pressi dell'ingresso alle cavità.
Nel 1956, allo smantellamento della centrale, hanno avuto inizio le prime esplorazioni speleologiche; dopo una prima visita nel 1957, l'anno seguente fu il Gruppo Speleologico Marchigiano di Ancona a spingersi oltre il primo sifone naturale. Successivamente, il Gruppo Speleologico Romano e, a partire dagli anni Ottanta, il Gruppo Speleologico Aquilano continuarono i primi tentativi di esplorazione. Alle escursioni speleologiche, è poi seguito un percorso di valorizzazione del sito che ha portato all'apertura al pubblico del complesso nel 1991. Nel 1994 un gruppo misto di speleologi aquilani e francesi è riuscito ad accedere per la prima volta alla zona inesplorata successiva alla prima cascata mentre nel 1996 è stato aperto il museo di speleologia intitolato a Vincenzo Rivera. Un secondo ampliamento del percorso turistico, fino all'attuale lunghezza di circa 700 m, è stato realizzato nel 2007 con l'apertura ai visitatori della seconda cascata, mentre l'estensione della parte di cavità esplorata supera il chilometro.
Dal 1996 al 2018 il sito è stato gestito dalla società pubblico-privata Progetto Stiffe S.p.A. mentre attualmente viene gestito direttamente dal Comune di San Demetrio ne' Vestini.
Il terremoto del 2009 ha portato ad una chiusura delle grotte per motivi di sicurezza; il complesso è stato riaperto al pubblico solo nel 2011.

## Descrizione
(Angelo Pico Fonticulano, Bellum Braccianum Aquilae Gestum, 1580)

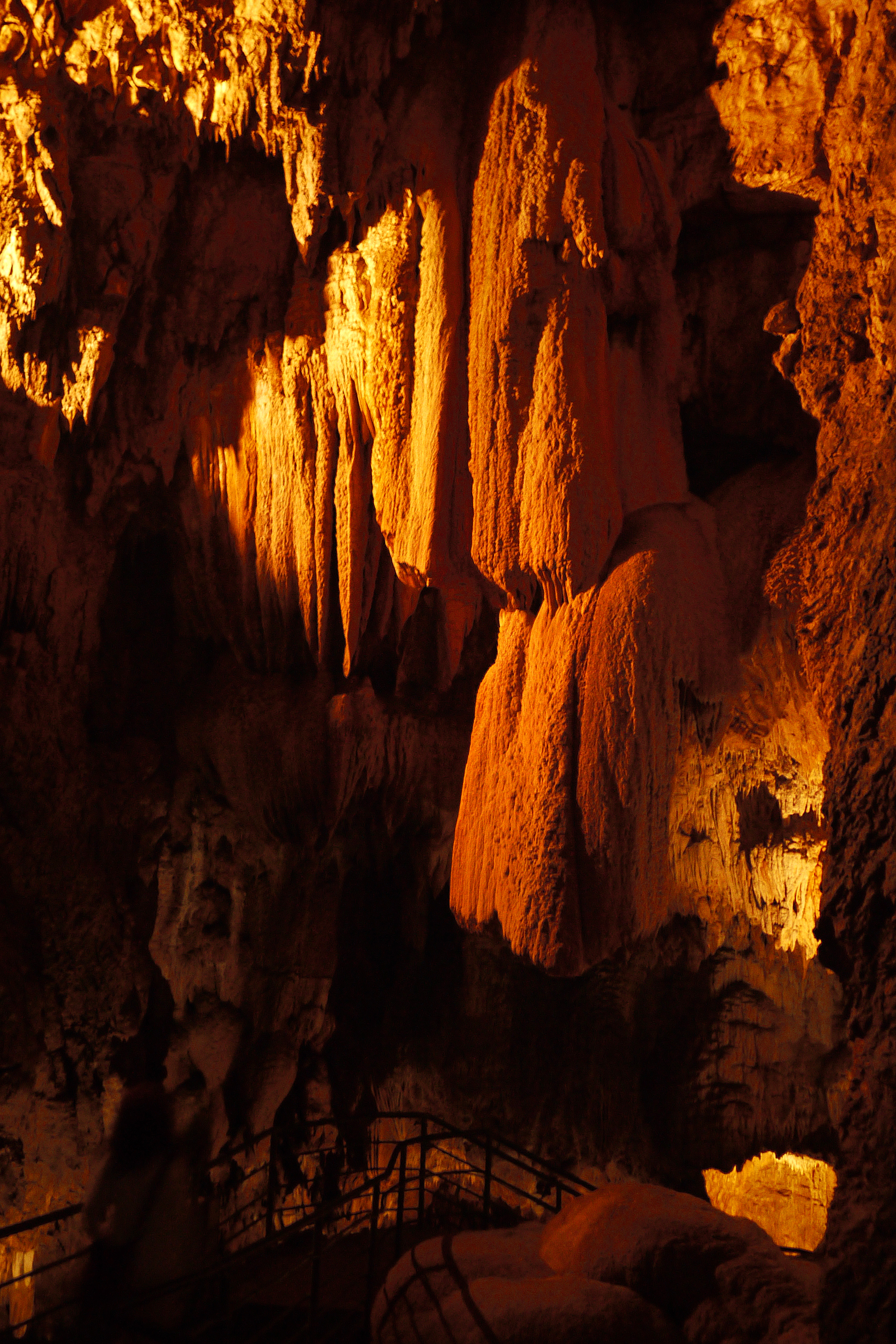
Particolare dell'interno

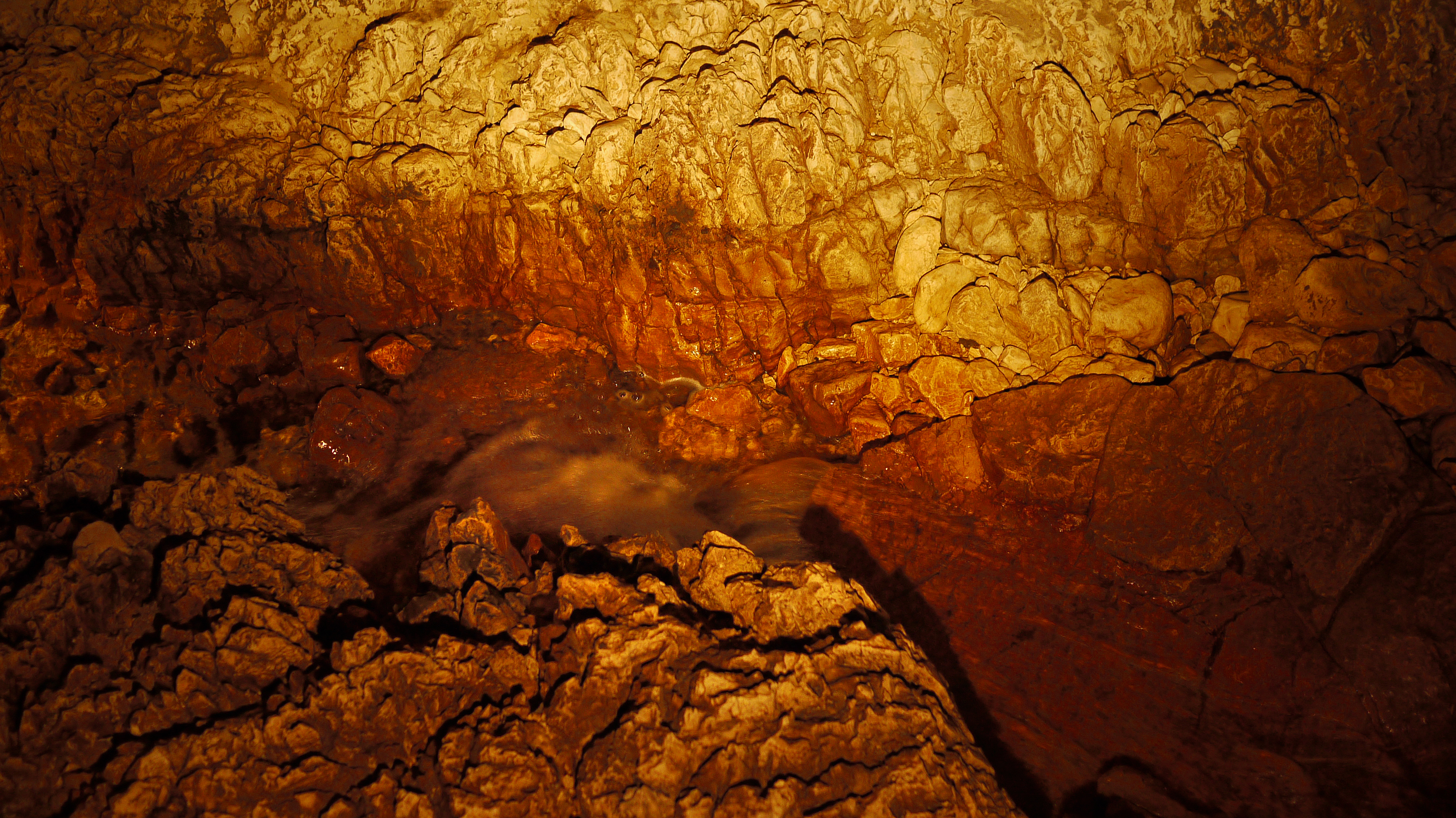
Particolare delle grotte

Le grotte hanno una lunghezza di oltre 1 000 m, non ancora del tutto esplorate e parzialmente aperte al pubblico. Costituiscono una risorgenza attiva, sono cioè state prodotte dalla presenza di un fiume sotterraneo che fuoriesce in superficie, caso pressoché unico in Italia. L'ambiente mantiene una temperatura di appena 10 °C, costante tutto l'anno.
Le cavità si sono modellate in tempi geologici dalle infiltrazioni, erosione e corrosione delle acque provenienti dalla parte superiore delle montagne soprastanti localizzati nell'altopiano delle Rocche e, più specificatamente, dal sistema di doline e inghiottitoi presente tra Terranera e Rocca di Cambio, ad una quota altimetrica di 1 253 m s.l.m. Altre ipotesi stabiliscono la provenienza dell'acqua dal cosiddetto «Pozzo Caldaio», un minuscolo lago situato in prossimità dell'abitato di Terranera e che sfocia in due inghiottitoi.
Il percorso sotterraneo dei corsi d'acqua ha una lunghezza stimata di circa 3 km, tra l'altopiano e la foce di Stiffe, e sviluppa un dislivello di oltre 600 m. Sulla pianura alle pendici del monte Sirente, tra Rocca di Mezzo e Rovere, sono presenti altri inghiottitoi e doline che potrebbero confluire nel medesimo corso sotterraneo.

### Percorso di visita
Il percorso di visita ha origine a Stiffe, a circa 3 km da San Demetrio ne' Vestini e 15 km dall'Aquila, raggiungibile dalla strada statale 261 Subequana. All'ingresso del paese si trovano la biglietteria e il centro visite, mentre l'ingresso al percorso avviene più a monte in corrispondenza della foce.
Il percorso turistico, a pagamento, ha una durata di circa 1 h e si sviluppa per circa 1,4 km, ovvero andata e ritorno fino alla seconda cascata.
IngressoL'ingresso alle grotte avviene in corrispondenza della foce di Stiffe, una vistosa spaccatura nella montagna proprio al di sopra dell'abitato, a circa 2 km dal centro visite. Una passerella risale il corso d'acqua immettendosi al di sotto di una parete rocciosa di 100 m. L'ingresso è sovrastato da altre cavità quali la «grotta dei Briganti», probabilmente prodotta da un ramo fossile della risorgenza ma attualmente non accessibile al pubblico. Il cammino incontra una prima cavità ove sono stati rinvenuti importanti resti archeologici.
Sala del SilenzioSuperando la prima cavità, per mezzo di un canyon, si arriva ad un grande ambiente che prende il nome di Sala del Silenzio; il nome deriva dal fatto che in corrispondenza di esso il fiume tende a prosciugarsi annullando il rumore tipico del resto del percorso.
Sala della CascataLa Sala del Silenzio è l'anticamera alla prima cascata che sviluppa un dislivello di oltre 20 m su di una parete alta circa 30 m e realizzatasi dallo scorrimento verticale delle rocce. La parete ha creato un primo sbarramento al percorso turistico, poi superato dalla realizzazione di una scalinata con belvedere sulla cascata.
Sala della Concrezione e lago NeroRisalendo la Sala della Cascata ci si immette quindi nuovamente in un ambiente silenzioso e poco luminoso, caratterizzato tipica presenza di stalattiti e stalagmiti. Più avanti la sala si amplia ed accoglie una vasta distesa d'acqua che prende il nome di lago Nero e costituisce una delle parti più antiche del complesso; la delicatezza delle concrezioni ha portato a limitare l'accesso ai visitatori in alcune aree.
Seconda CascataDopo un'ulteriore salita, si arriva all'ambiente più recentemente aperto al pubblico e caratterizzato dalla presenza di una seconda fragorosa cascata. Il salto, di oltre 25 m, si getta in un laghetto della profondità di circa 5 m all'interno di una sala particolarmente ampia e scenografica.

### L'Aquilandia
Nell'area turistica a valle delle grotte è situato un museo tematico che ospita 20 riproduzioni in scala di alcuni dei principali monumenti della provincia dell'Aquila. L'area espositiva — che si sviluppa su una superficie di 200 metri quadrati e comprende anche una sala conferenze — è stata aperta al pubblico nel 2017.

### Museo di speleologia Vincenzo Rivera
Adiacente alle grotte è il museo di speleologia intitolato a Vincenzo Rivera — fondatore e primo rettore dell'Università degli Studi dell'Aquila — e gestito dal Gruppo Speleologico Aquilano. Il percorso museale comprende sezioni dedicate alla paleontologia, alla mineralogia, alla geologia e alla fotografia speleologica e custodisce importanti reperti archeologici tra cui uno scheletro intatto di Ursus Speleus, un primitivo orso delle caverne, ed il calco dell'originale teschio di Broken Hill.

### Annotazioni
1. ↑  Di cui circa 700 m aperti al pubblico.

### Fonti
1. 1 2 3 4 5 6 7 8 9 10  Touring Club Italiano, p. 194.
2. ↑   Grotte di Stiffe (m. 695), su parcosirentevelino.it.
3. 1 2 3   Mattia Fonzi, Grotte di Stiffe, il gioiello turistico del comprensorio aquilano prova a rialzarsi, in news-town.it, 28 giugno 2015. URL consultato il 14 luglio 2016 (archiviato dall'url originale il 4 luglio 2016).
4. ↑   Grotte di Stiffe: 40mila presenze nel 2014, in Il Centro, 29 gennaio 2015. URL consultato il 14 luglio 2016 (archiviato dall'url originale il 15 agosto 2016).
5. 1 2 3  Provincia dell'Aquila, p. 361.
6. 1 2   Descrizione, su grottestiffe.it. URL consultato il 14 luglio 2016 (archiviato dall'url originale il 5 luglio 2016).
7. ↑   Francesca Marchi, San Demetrio, il turismo parte da Stiffe, in ilcapoluogo.it, 30 maggio 2018. URL consultato l'11 aprile 2023.
8. 1 2 3 4 5 6 7   Percorso Virtuale, su grottestiffe.it. URL consultato il 15 luglio 2016 (archiviato dall'url originale il 15 agosto 2016).
9. ↑   L'Aquilandia, su visitsandemetrio.it. URL consultato il 24 gennaio 2021 (archiviato dall'url originale il 29 gennaio 2021).
10. ↑   Mattia Fonzi, Abruzzo interno in miniatura, assedio di Fortebraccio e Colapietra: inaugura L'Aquilandia, in news-town.it, 16 ottobre 2017. URL consultato il 16 gennaio 2018 (archiviato dall'url originale il 17 gennaio 2018).
11. 1 2  Touring Club Italiano, p. 498.